# Dendrobium finisterrae
Dendrobium finisterrae är en orkidéart som beskrevs av Rudolf Schlechter. Dendrobium finisterrae ingår i släktet Dendrobium, och familjen orkidéer. Inga underarter finns listade i Catalogue of Life.

## Bildgalleri

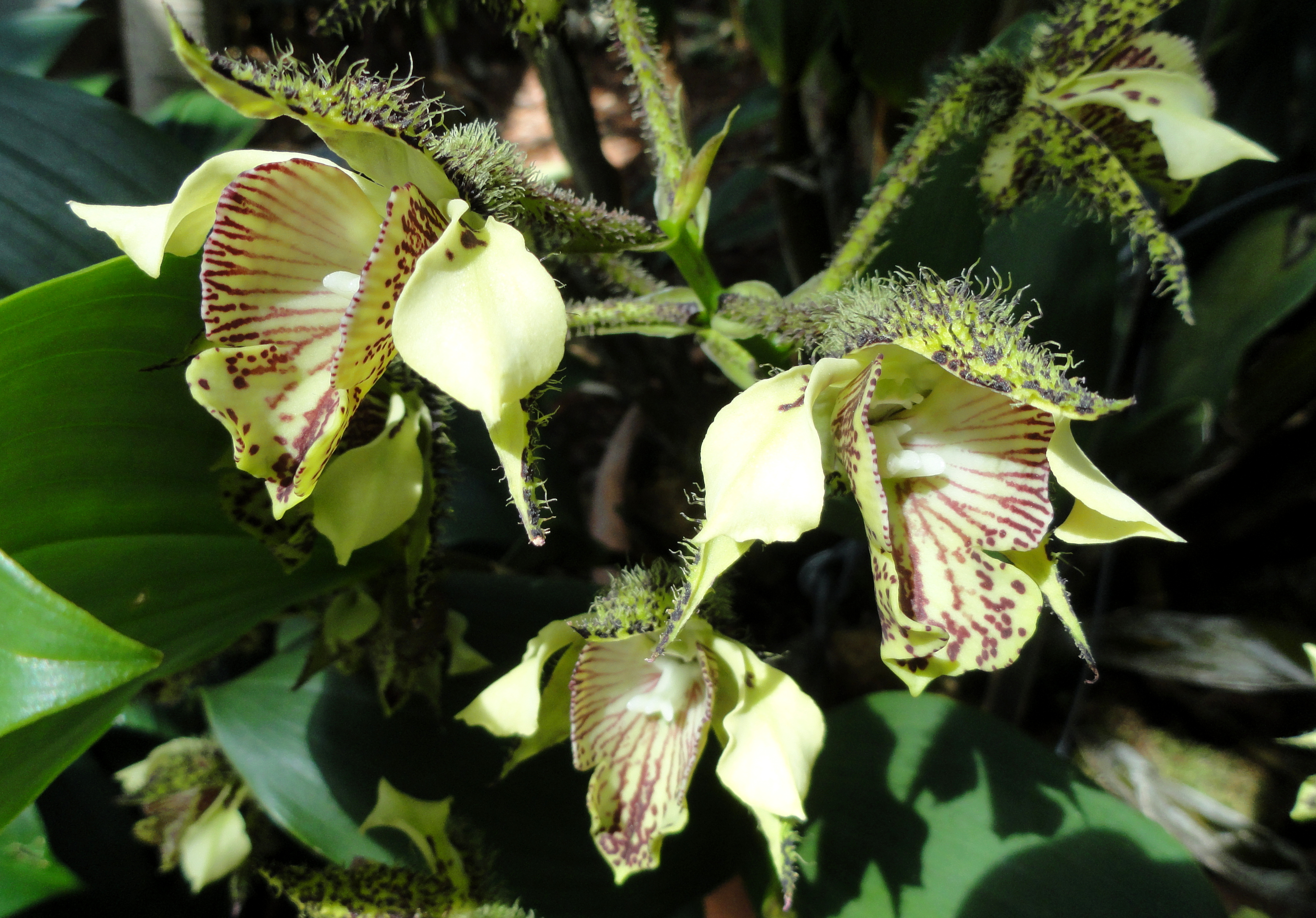
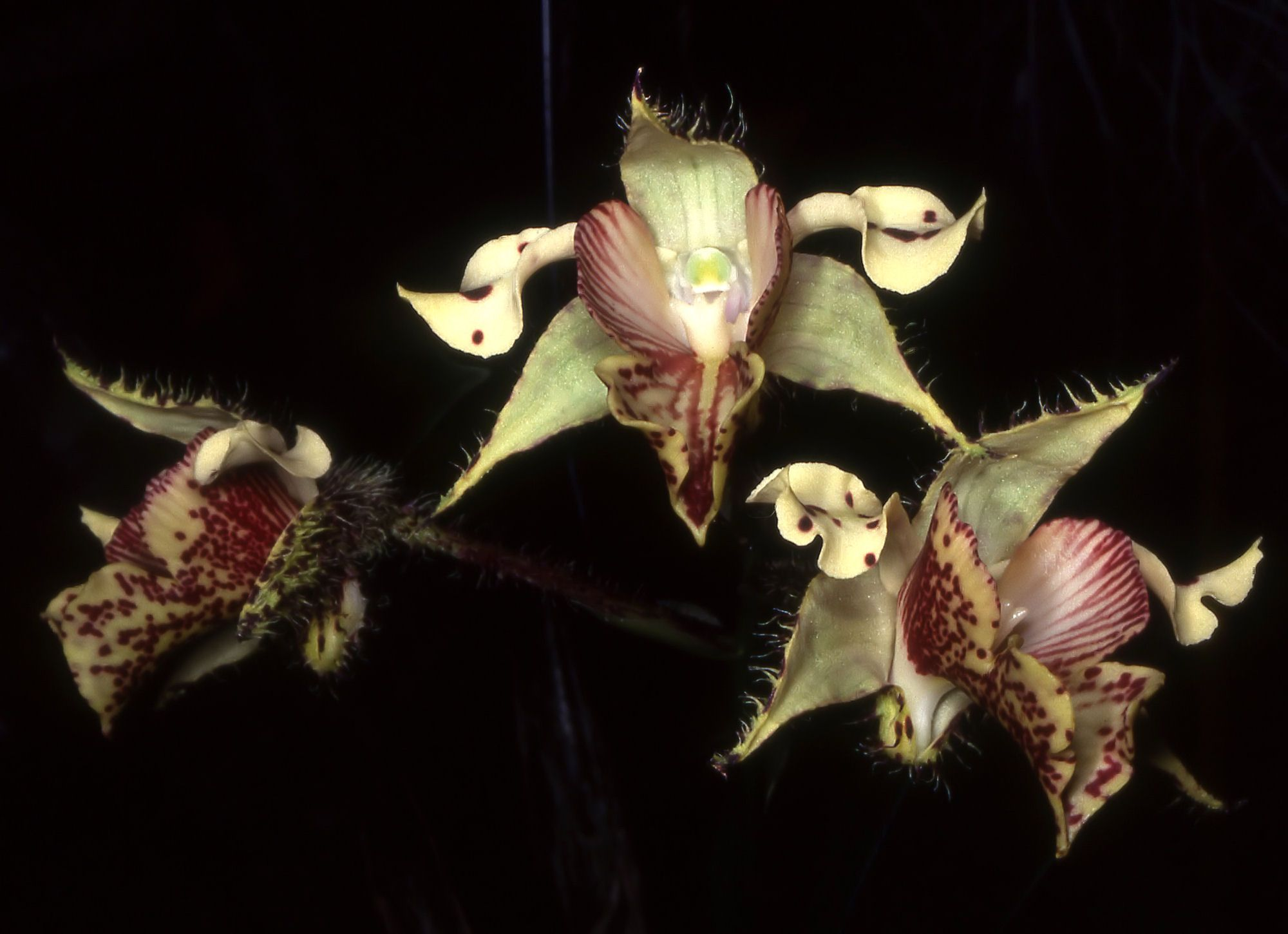
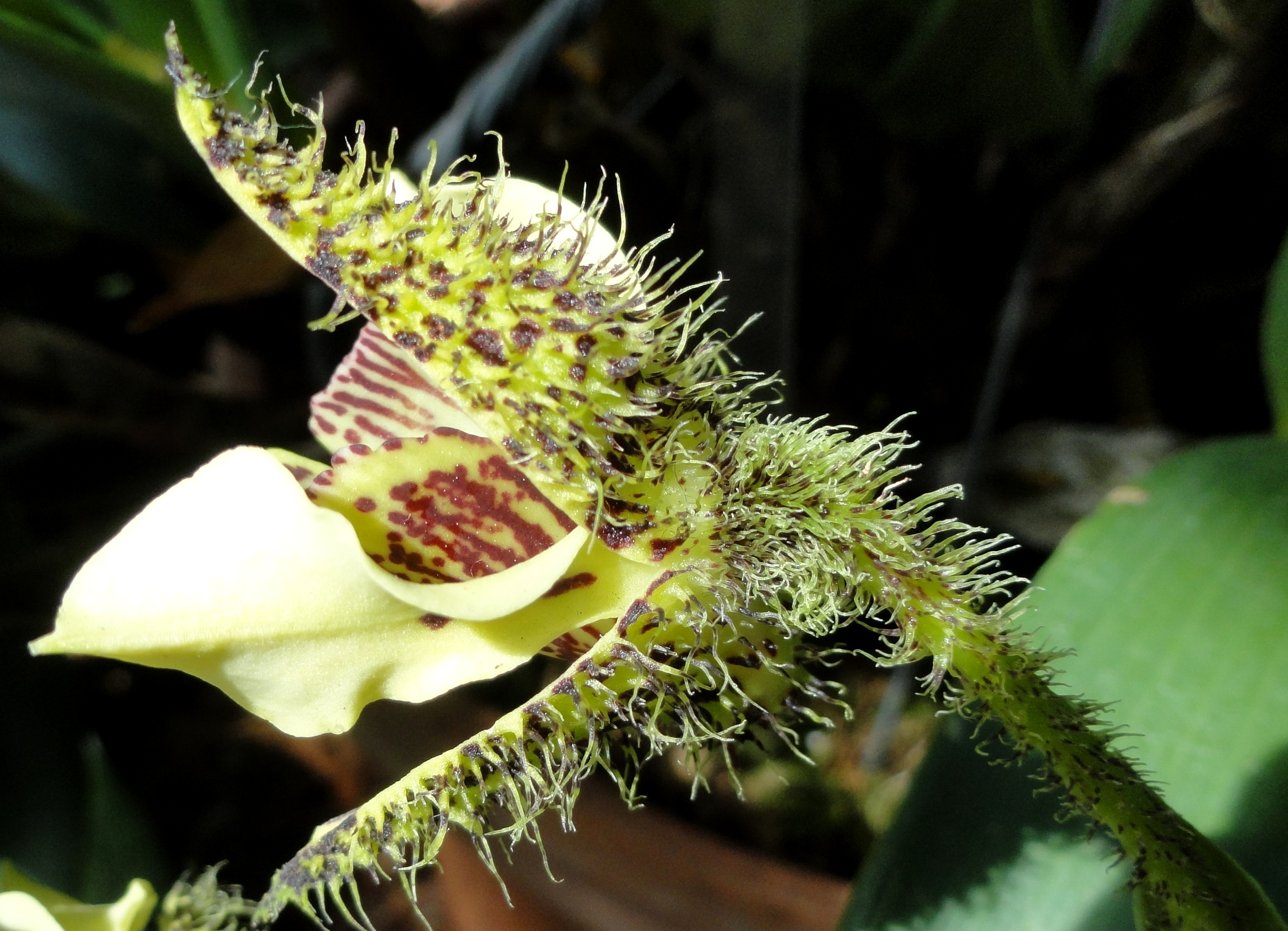